# 迎春亭街道
迎春亭街道，是中华人民共和国湖南省邵陽市武冈市下辖的一个乡镇级行政单位。

## 行政区划
迎春亭街道下辖以下地区：
王城社区、迎春社区、花塔社区、东塔社区、新东村和丰仁村。